# Peckham Library
La Peckham Library è una biblioteca situata a Peckham, nel sud-est di Londra, progettata da Alsop and Störmer. Ha vinto nel 2000 il Premio Stirling.
Il profilo dell'edificio appare simile a una L rovesciata, con la parte superiore orizzontale sostenuta da sottili pilastri in acciaio. L'esterno è rivestito con rame pre-patinato.
La biblioteca è stata aperta al pubblico l'8 marzo 2000, ma l'apertura ufficiale è avvenuta il 15 maggio dello stesso anno. Nel suo primo anno di apertura l'edificio ha attratto 500.000 visitatori; questo numero è sceso a circa 420.000 nel 2006.